# Queluz (São Paulo)
Queluz  este un oraș în São Paulo, Brazilia.